# バッグ・バーム

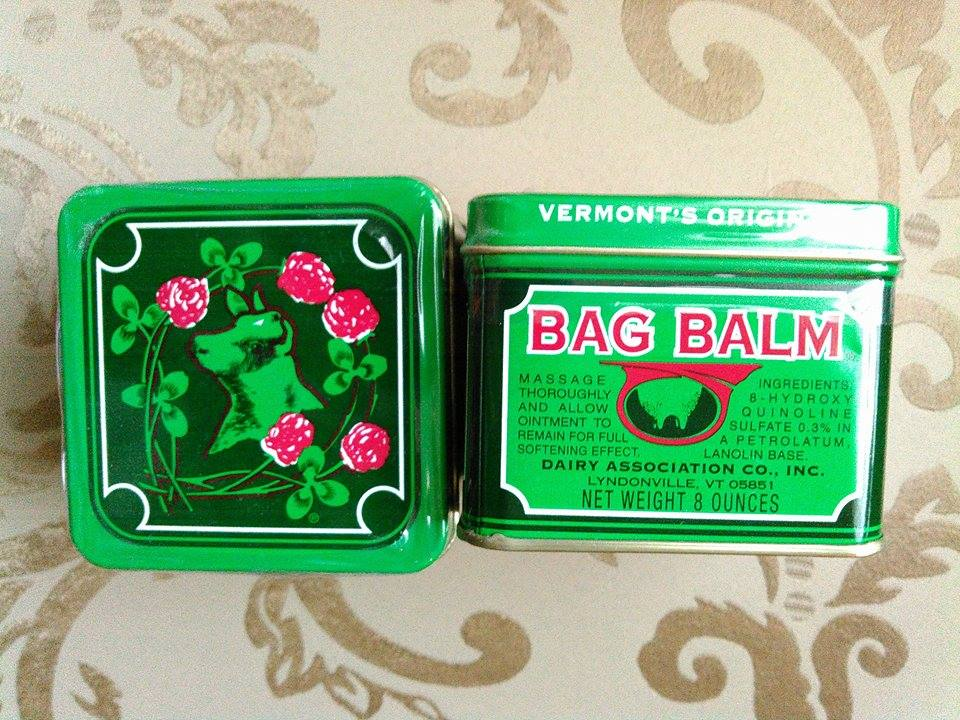
バッグ・バーム、8オンス缶

バッグ・バームは、乳牛の乳房に生じる搾乳後の炎症を軽減するために1899年に開発された軟膏 である。
バッグ・バームは公式には動物にのみ有効であり、米国では農業用医薬品としてアメリカ食品医薬品局が監査を行っているが、しばしばヒトの皮膚炎治療にも使用され、ドラッグストア、スキー場、裁縫店等に加え、オンライン販売が行われている。効能としては、「乾癬、乾燥皮膚、指先のひび割れ、やけど、ニキビ、オムツかぶれ、日焼け、床擦れ、放射線によるやけど」のほか「ベッド用バネの軋み音、ライフル銃、馬の鞍、薬莢」の手入れなどにも使用される。

## 歴史
バッグ・バームはバーモント州リンドンヴィル（Lyndonville）およびケベック州ロックアイランド（Rock Island）のDairy Association社で製造されている。蓋に牛とクローバーが描かれた、特徴的な緑色の四角形の10オンス缶で有名である。1899年以来100年以上製造が続けられている。20世紀になる少し前に、バーモント州ウェルズ・リバー（Wells River）で薬局を経営していたJohn L. Norrisが処方を購入した。当初は牛の乳房の炎症治療用としてのみ治療されていたが、農夫の妻が夫の手が柔らかくなっていることに気づき、自らも使用を開始した。類似製品にアダリー・スムース・アダークリームやアダー・バーム等がある。1983年のCBSの番組で、チャールズ・クラート（Charles Kuralt）が年間40万箱出荷されているとレポートしているが、より最近の販売数量は公表されていない 。
バッグ・バームはリチャード・バード少将が北極探検時に携帯しており、第二次世界大戦では兵器のさび止めとして使用された。アメリカ同時多発テロ事件後の救助活動では救助犬の脚の保護クリームとして使われ、イラク戦争やアフガニスタン戦争でも使用されている。

## 成分
バッグ・バームは基剤がワセリンおよびラノリンであり、0.3%8-キノリノール硫酸塩が添加されている。
過去においては0.005%の水銀が使用されていた。水銀は以前は多くの製品において防腐剤として使用されていたが、現在では水銀の毒性が広く知られるようになったため、ほとんど使用されていない。バッグ・バームの内容物に、水銀は現在記載されていない。

## 参照
1. ↑  Stephanie Rosenbloom (2005年6月2日). “When the Going Gets Tough, the Tough Smooth On the Balm”. Fashion and Style (New York Times) 2008年11月1日閲覧。
2. 1 2 3 4 5 6 7 8  "Bag Balm: Problem-salving for all", John Curran, Associated Press, January 31, 2010
3. ↑  Clinical toxicology of commercial products: acute poisoning, home & farm', By Marion N. Gleason, 1957, pg. 292
4. 1 2  Fisher's contact dermatitis, By Robert L. Rietschel, 2008, pg. 195, "Table 11-4: Topical skin preparations containing mercury compounds."